# I.C.E.
Slovenska rock skupina I.C.E. obstaja od začetka leta 2005, ko je pevka Renata Mohorič iskala spremljevalni band za svojo solo kariero. Našla je še štiri člane, ki so imeli podobno vizijo prihodnosti in glasbeni okus. Ker so kot skupina delovali uspešno, so ustanovili rock skupino in jo poimenovali preprosto kar po vzdevku pevke Renate, dodali so le vmesne pikice. Ustvarjajo svojo avtorsko glasbo. Člani prihajajo z Gorenjske, Primorske in Ljubljane.

## Zasedba
- Renata Mohorič (vokal)
- Tine Janžek (kitara)
- Matej Sušnik (kitara)
- Grega Robič (bas kitara)
- Tilen Miklavec (bobni)

## Diskografija
- Na liniji (2008) (Dallas records)
- Tu je raj (2015) (Dallas records)
- Brez napak (2023)

### Videospoti
- Na liniji (2008)
- Kje si zdaj (2008)
- Živim brez navodil (2009)
- Sanjaj (2010)
- Cukr Pop (2015)
- Skupaj sama (2015)
- Kar te dela živega (2022)
- Nepopisan list (2022)

### Uradni singli
- Ta song je le zate (2006)
- Na liniji (2008)
- Dej zaplešiva (2008)
- Kje si zdaj (2008)
- Živim brez navodil (2009)
- Sanjaj (2010)
- Stara Gara (2013)
- Spomni se (2013)
- Na vrh sveta (2014)
- Vse mogoče (2015)
- Cukr Pop (2015)
- Skupaj sama (2015)
- Tja do srca (2016)
- V barvah smisel je (2016)
- Lahko bi bilo lepo (2020)
- Kar te dela živega (2022)
- Nepopisan list (2022)
- Flow (2023)